# Vătava
Vătava (in ungherese Felsőrépa, in tedesco Oberrübendorf) è un comune della Romania di 2027 abitanti, ubicato nel distretto di Mureș, nella regione storica della Transilvania. 
Il comune è formato dall'unione di 3 villaggi: Dumbrava, Râpa de Jos, Vătava.

## Amministrazione

### Gemellaggi
- Francia, Laval